# Joey O’Brien
Joseph „Joey“ O’Brien (* 17. Februar 1986 in Dublin) ist ein irischer Fußballspieler.

## Karriere
Der Ire kam 2004 in die erste Mannschaft der Bolton Wanderers. Nachdem er den Sprung in den Kader geschafft hatte, wechselte er leihweise – um Spielpraxis zu sammeln – zu Sheffield Wednesday. Von 2004 bis 2005 kam O’Brien auf insgesamt 15 Einsätze für die Owls. Er schoss dabei zwei Tore. Nach seiner Rückkehr nach Bolton gab er sein Premier-League-Debüt gegen den FC Everton im Mai 2005. Sein internationales Debüt gab er für die Trotters gegen Lokomotive Plovdiv in der ersten UEFA-Cup-Runde. O’Brien spielte bisher einmal für die irische Fußballnationalmannschaft.
Im März 2011 wurde O’Brien erneut an Sheffield Wednesday verliehen, er erhielt dort einen Vertrag bis zum Saisonende. Nach diesem Leihgeschäft wurde sein Vertrag bei den Bolton Wanderers nicht verlängert.
Am 30. Juli 2011 wechselte Joey O’Brien zum Premier-League-Absteiger West Ham United.